# Laemanctus
Laemanctus – rodzaj nadrzewnych jaszczurek z rodziny hełmogwanowatych (Corytophanidae).

## Zasięg występowania
Rodzaj obejmuje gatunki występujące w południowej części Ameryki Północnej (Meksyk, Belize, Gwatemala, Honduras, Nikaragua).

## Charakterystyka
Przedstawiciele obydwu płci mają typowy dla rodziny hełm na głowie. Przebywają w koronach drzew. Żywią się owadami i innymi małymi zwierzętami. Są jajorodne.

## Systematyka

### Etymologia
Laemanctus: gr. λαιμος laimos „gardło”; ἄγχω anchō „dławić, dusić”.

### Podział systematyczny
Do rodzaju należą następujące gatunki:
- Laemanctus julioi McCranie, 2018
- Laemanctus longipes Wiegmann, 1834
- Laemanctus serratus Cope, 1864
- Laemanctus waltersi Schmidt, 1933